# Watts Needle
Die Watts Needle ist ein rund 1450 m hoher nadelförmiger Gipfel im ostantarktischen Coatsland. In den Read Mountains der Shackleton Range ragt sie am südwestlichen Ende eines Gebirgskamms östlich des Glen-Gletschers auf.
Luftaufnahmen entstanden 1967 durch die United States Navy. Der British Antarctic Survey nahm zwischen 1968 und 1971 Vermessungen vor. Das UK Antarctic Place-Names Committee benannte sie 1972 nach dem britischen Geologen William Whitehead Watts (1860–1947).